# Pierre Castex (officier)
Pour les articles homonymes, voir Pierre Castex et Castex.
Pierre Castex, né le 20 mai 1760 à Lectoure (Gers), mort le 5 décembre 1805 à la bataille d'Austerlitz (Empire d'Autriche), est un militaire français de la Révolution et de l’Empire.

## États de service
Il entre en service le 4 juin 1776, au 50e régiment d'infanterie royal. Il passe caporal le 4 juin 1781, puis sergent le 22 juin 1782.
Pierre Castex est nommé sous-lieutenant le 1er juillet 1792, et adjudant-major le 21 septembre 1793. Il fait les guerres de l'an IV à l'armée d'Italie, et il reçoit au combat de Governolo (it) le 18 septembre 1796, un coup de feu au genou gauche. Il devient chef de bataillon le 1er nivôse an V ( 21 décembre 1796) à la 51e demi-brigade d'infanterie de ligne, et il fait la campagne de l'an VIII en Hollande, celle de l'an IX à l'armée du Rhin et rentre en France après la paix de Lunéville.
Il est fait chevalier de la Légion d'honneur le 14 juin 1804, et il est promu colonel au 13e régiment d'infanterie légère le 19 août 1804. En l'an XII et en l'an XIII il sert à l'armée des côtes de l'Océan.  Sous les ordres des généraux Marie François Auguste de Caffarelli du Falga et Georges Henri Eppler, il participe à la célèbre bataille d'Austerlitz, à la tête du 1er bataillon de son régiment, et il reçoit une balle au front qui l'étend inanimé. Le 13e léger laisse au champ d'honneur son malheureux colonel.

## Distinctions et mémoire
- chevalier de la Légion d'Honneur en 1804[réf. souhaitée].

Une plaque à la mémoire de Pierre Castex et de ses hommes, rédigée en tchèque et en français, est apposée dans le clocher de l’église de Blažovice en République tchèque. La rue Castex, ouverte en 1805, se situe à Paris, à proximité du pont d'Austerlitz.

## Sources
- A. Lievyns, Jean Maurice Verdot, Pierre Bégat, Fastes de la Légion-d'honneur, biographie de tous les décorés accompagnée de l'histoire législative et réglementaire de l'ordre, Tome 4, Bureau de l’administration, 1844, 607 p. (lire en ligne), p. 55.
- Biographie nouvelle des contemporains: dictionnaire historique et ..., 1789-1815, volume 15, p. 372
- lieutenant-colonel Bernard, Historique du 13e régiment d'infanterie légère devenu 88e régiment d'infanterie (France), Archives de Vincennes, 1875.